# Timothy Sprigge
Timothy L.S. Sprigge (* 14. Januar 1932 in London; † 11. Juli 2007) war ein idealistischer Philosoph, der lange Zeit in Edinburgh Logik und Metaphysik lehrte.

## Leben
Zu seinen Arbeitsschwerpunkten gehörten unter anderem die Natur der Wahrnehmung und die Beziehung von Geist und Realität; am bekanntesten ist er für seine Verteidigung eines panpsychischen absoluten Idealismus. Nach Sprigge besteht die Realität aus Erfahrungselementen, die sich zu einem kohärenten Ganzen fügen.
Beeinflusst wurde Sprigge dabei unter anderem durch F. H. Bradley, William James, Alfred North Whitehead, Josiah Royce und George Santayana.
Die von Thomas Nagel prominent diskutierte Frage: „Wie ist es, eine Fledermaus zu sein?“ wurde bereits von Sprigge gestellt.
Sprigge war 1991–1992 Präsident der Aristotelian Society und Fellow an der Royal Society of Edinburgh. Er verteidigte im Rahmen einer utilitaristischen Ethik ausgedehnte Rechte von Tieren.

## Werke
- The Correspondence of Jeremy Bentham (1968)
- Facts, Words and Beliefs. International Library of Philosophy and Scientific Method (1970)
- Santayana: An examination of his philosophy (The Arguments of the philosophers) (1974)
- The Vindication of Absolute Idealism (1984)
- Theories of Existence (1985)
- The Rational Foundation of Ethics (1988)
- The significance of Spinoza’s determinism (Mededelingen vanwege het Spinozahuis) (1989)
- James and Bradley: American Truth and British Reality (1994)
- The God of Metaphysics (2006)